# 2010年重庆赛博电脑城大火
2010年重庆赛博电脑城大火是2010年4月24日发生在中国重庆市高新区石桥铺赛博数码广场裙楼的一起大火，大火发生地石桥铺为重庆最大的电脑市场，赛博数码广场是其中一家大型卖场。

## 事件发生
火灾发生之前，重庆方舟广告有限公司在该地拆除广告牌，使用了电焊切割，事后警方初步断定焊割不慎为火灾发生原因，并因此拘留了相关嫌疑人。火灾于零时19分在裙楼二楼爆发，火势迅速蔓延到大楼的一至七层。
赛博数码广场为地上41层、地下3层的超高层建筑物，裙楼部分一共七层楼，其面积约2.4万平方米，是经营电脑、手机及其配件为主的商场，位于渝州路上，石桥铺立交桥附近。赛博电脑城所在的石桥铺地区，亦是重庆市最大的电脑市场，处赛博以外，周边还有佰腾、泰兴等大型卖场。

## 救援过程
接到报告后，重庆市人民政府启动突发事件应急预案，副市长马正其和北部新区管委会主任吴家农等官员到达现场指挥，重庆市公安局局长王立军亦到达现场。 
重庆市消防总队派出15个中队、42辆消防车、250多名消防员，使用上下进攻、内外结合战术进行扑救，有700多名警察、武警到达火灾现场疏散人群、维持秩序。有8人受伤被送往重庆医科大学附属第一医院、高新区人民医院、重庆西郊医院和重庆市急救中心进行急救，所幸伤者伤势并不严重。重庆市公安局交通管理局发布交通管制命令，除救援车辆外，渝州路部分区段禁止通行，过往车辆需要绕行附近的杨家坪等地。
24日4时40分，明火被扑灭，仍有烟雾从破损的窗户冒出，消防车开始撤离。
消防员共救出230多名被困者。

## 火灾影响
火灾使着火建筑严重受损，只剩下框架结构，失火面积约1.5万平方米。
事发日是周末，并且临近劳动节假期，许多商家购进了大批货物准备售卖，因此火灾给商家造成了巨大损失。事后相关机构成立了事故善后工作组，向商家散发《告知书》，接受财产损失情况登记。
火灾造成石桥铺片区供电中断，大火爆发后，赛博电脑城的电工关闭了电源，火势无法控制之后通知了电力部门将铺跃线（石桥铺变电站至跃华商都）全部断电，火势得到控制后，电力部门恢复了居民用电。但出于安全因素，赛博及临近的卖场须得到消防部门通知，并进行检测才能通电。基于此原因，其他电脑卖场停业数天。
火灾发生后现场实施了交通管制，造成石桥铺附近道路严重拥堵，重庆公交集团建议市民在公交调度室和起终点站获得最新资讯，以便安排最快捷的出行线路。

## 后续事件
24日16时30分左右，一辆装载啤酒的小型货车行至火灾现场附近时突然着火。消防员迅速赶往扑救，无人员伤亡，但是造成交通瞬间瘫痪。